# Sherida van Bruggen
Sherida van Bruggen (Dronten, 20 juni 1989) is een Nederlands voetbaltrainer. Van Bruggen was van 2023 tot 2035 de hoofdtrainer van Nederland -17. Daarnaast werkte ze als hoofd- en assistent-trainer van Nederland -19 en als assistent-trainer voor Nederland -20.

## Carrière
Van Bruggen begon achtjarige leeftijd met voetballen bij ASV Dronten. Hier speelde ze totdat ze op achttienjarige leeftijd noodgedwongen door een blessure een punt achter haar carrière moest zetten. In januari 2023 werd Van Bruggen aangesteld als de nieuwe trainer van Nederland -16. Ze was daarmee de opvolger van Janneke Bijl die assistent-trainer werd bij de Oranje Leeuwinnen. Daarnaast werd ze ook aangesteld als assistent-trainer van Roos Kwakkenbos bij Nederland -19. In november 2023 stroomde Van Bruggen, samen met een groot aantal van de speelsters die ze onder haar hoede had bij Nederland -16, door naar Nederland -17. In juli 2024 kreeg Van Bruggen de kans om als hoofdtrainer met Nederland -19 deel te nemen aan het EK 2024 in Litouwen. Met Nederland -19 wist Van Bruggen de finale van het eindtoernooi te halen, waarin na verlenging met 2-1 wordt verloren van Spanje. In augustus en september 2024 reisde Van Bruggen als assistent-trainer van Roos Kwakkenbos met Nederland -20 af naar het WK 2024 in Colombia. Hier greep Nederland -20 door een eigen doelpunt van Nayomi Buikema in de verlenging van de troostfinale tegen de Verenigde Staten -20 net naast een medaille. In oktober 2024 was Van Bruggen met Nederland -17 voor een kwalificatietoernooi in Engeland, waarin ze met haar ploeg op de derde plaats eindigde in de strijd om kwalificatie voor het EK 2025 in de Faeröer Eilanden. Op 6 maart 2025 maakte de KNVB bekend na het seizoen 2024/25 afscheid te nemen van Van Bruggen. Van Bruggen trad met Nederland -17 aan op het EK -17 op de Faeröer Eilanden. Door in de finale Noorwegen met 2-1 te verslaan, werd Van Bruggen met Nederland -17 Europees kampioen.